# TGV IRIS 320
,,
Le TGV IRIS 320 (TGV d'Inspection Rapide des Installations de Sécurité à 320 km/h) est une rame TGV particulière de la Société nationale des chemins de fer français (SNCF), lancée en 2006. Elle a été conçue afin de surveiller et de mesurer les lignes classiques, et surtout les lignes à grande vitesse (LGV) du réseau ferroviaire français et frontalier.
Face à la croissance du réseau à grande vitesse, la rame IRIS 320 est désormais affectée exclusivement sur les lignes de ce réseau.
Comme son nom l'indique, elle est capable de réaliser des mesures à 320 km/h, soit la vitesse maximale d'exploitation sur le réseau français (praticable sur les LGV Est européenne et LGV Rhin-Rhône, ainsi qu'une courte section de la LGV Méditerranée).

## Origine
Après la mise en service en 1988 de la voiture Mélusine (voiture de mesures s'insérant dans une rame TGV classique) pour ausculter les LGV sans gêner le trafic, la SNCF envisage en 2002 de créer une rame complète de mesures. C'est le projet « mesures à grande vitesse ».
En 2003, le TGV Réseau 4530 est prélevé du parc voyageurs, pour subir les transformations nécessaires, au Technicentre TGV d'Hellemmes (près de Lille, dans le Nord). Les travaux ont duré jusqu'en 2006.

## Fonctionnement
Véritable laboratoire roulant, IRIS 320 parcourt la ligne à tester à la vitesse d'exploitation commerciale ; elle s'insère donc dans le trafic sans le perturber. Elle travaille parfois de nuit, pour parcourir les lignes à contre-sens ou bien tester les échangeurs en ligne.
Les mesures sont pratiquées à l'avant, au centre, et à l'arrière de la rame. La localisation du défaut se fait à moins de cinq mètres près.
Tous les paramètres de l'infrastructure sont scrutés simultanément :
- géométrie de la voie ;
- interactions voie / train ;
- signalisation et communications embarquées ;
- continuité du courant d'alimentation ;
- usure et tension de la caténaire ;
- pressurisation intérieure du train lors des croisements et des tunnels.

Les données recueillies sont traitées à bord en temps réel et toute valeur anormale est transmise à l'Infra immédiatement.
Les services de l'Infra classent les alertes et décident de travaux immédiats, de travaux à prévoir ou de réductions de vitesse.
Lors de son lancement en 2006, IRIS 320 alternait une semaine de surveillance sur des lignes classiques et une semaine de surveillance sur des lignes à grande vitesse.
Cependant, aujourd'hui[Quand ?], la rame se cantonne au réseau LGV. En effet, la croissance du réseau et du trafic à grande vitesse demande une vérification plus rapprochée dans le temps ; de plus, la sur-précision des appareils de mesure est inadaptée à la surveillance d'une voie classique de conception ancienne et donc avec un trop plein de défauts détectés, défauts qui ne mettent pas en péril la sécurité des circulations et qui sont normaux sur des voies âgées.
IRIS 320 parcourt le réseau LGV en 6 jours[Passage à actualiser][réf. nécessaire] :
- lundi : contournement de Paris, LGV Sud-Est et LGV Méditerranée ;
- mardi : LGV Sud-Est, LGV Méditerranée et LGV Atlantique ;
- mercredi : LGV Atlantique, contournement de Paris, LGV Nord et LGV Lille – Bruxelles ;
- jeudi : LGV Nord ;
- lundi : LGV Est, LGV Rhin-Rhône et LGV Sud-Est ;
- mardi : LGV Sud-Est, LGV Rhin-Rhône et LGV Est.

Ponctuellement, la rame parcourt tout de même les lignes à 200 et 220 km/h du réseau classique ; elle est également habilitée à circuler sur tout le réseau électrique français (classique et LGV, sauf la LGV Perpignan – Figueres) et belge (lignes classiques et LGV no 1).
Elle assure également des mesures dans le tunnel sous la Manche pour le compte d'Eurotunnel, et sur High Speed 1, pour le compte de Network Rail. Toutefois, la traction entre le faisceau de Calais tunnel et Londres Saint-Pancras est assurée par une UM de locomotives Diesel Class 0001 (en) fournies par Eurotunnel ; en effet, la rame IRIS 320 n'est pas homologuée pour ledit tunnel et pour les lignes britanniques, bien que techniquement apte à y circuler de manière autonome.
Les contrôles sur la ligne à grande vitesse belge no 1 (entre la frontière franco-belge et Bruxelles) sont également assurés en prolongement des mesures réalisées sur le réseau français, mais cette fois pour le contrôle d'Infrabel.
En prévision de sa prochaine grande révision, la rame adopte la livrée « Vigirail » (dérivée de la livrée Carmillon, portée par les nouvelles rames TGV ainsi que par les rames rénovées), en octobre 2014.
De novembre 2015 à juillet 2016, la rame est retirée du service pour son opération de maintenance de mi-vie ; c'est la rame TGV Réseau no 4523 qui l'a remplacée partiellement pendant cette longue période d'indisponibilité.

## Composition
Comme les TGV Réseau, la rame comprend huit voitures encadrées par deux motrices. Elle est équipée de la façon suivante :
- motrice M1 ;
- voiture R1 : systèmes de mesure de la géométrie de la voie et des interactions véhicule / voie ; vigie pour l'observation de la caténaire ;
- voiture R2 : systèmes de mesures de la signalisation et de la caténaire ;
- voiture R3 : localisation, système informatique et systèmes de mesures des télécommunications ;
- voiture R4 : réserve et salle de réunion ;
- voiture R5 : salon des visiteurs privilégiés ;
- voiture R6 : cuisine et salon de vie / salle à manger ;
- voiture R7 : six chambres ;
- voiture R8 : quatre chambres et douches ; vigie pour l'observation de la caténaire ;
- motrice M2.

La rame est équipée de 150 capteurs (sondes, lasers...) et de 20 caméras.
Son équipage est composé de deux conducteurs, ainsi que de dix techniciens et ingénieurs.

## Galerie de photographies

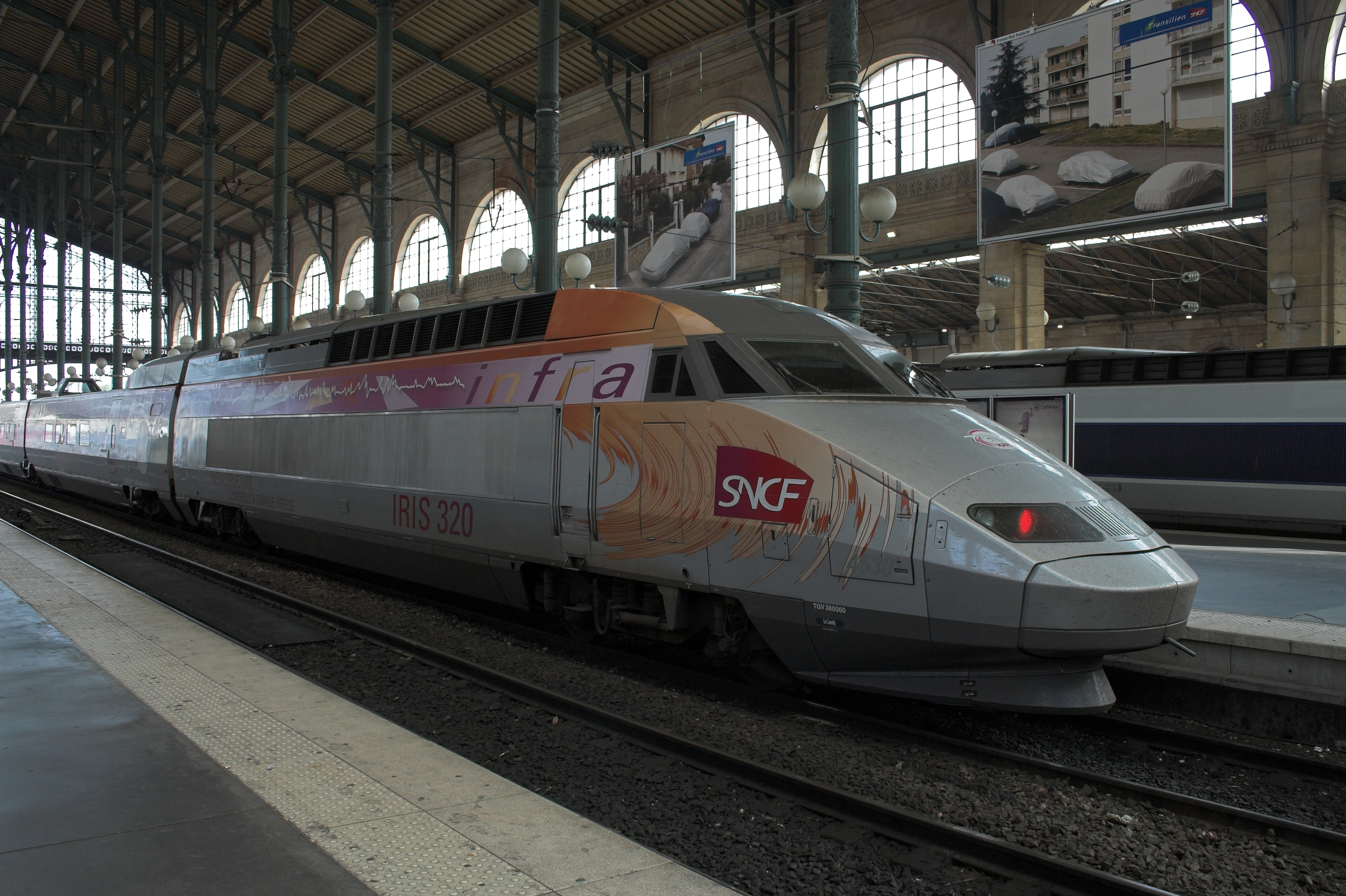
IRIS 320 à la gare du Nord.
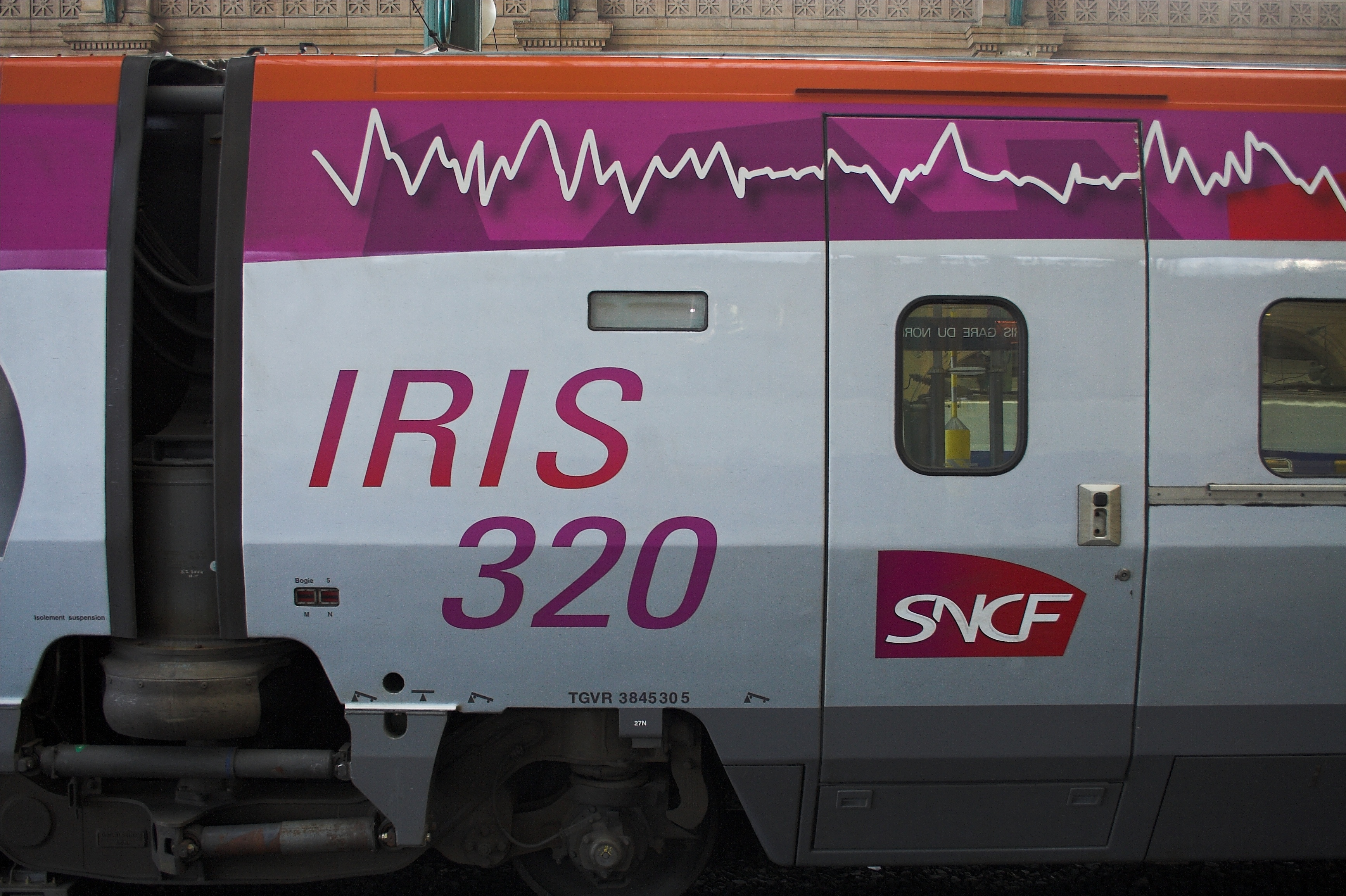
Détail de l'ancienne livrée, sur une des voitures.
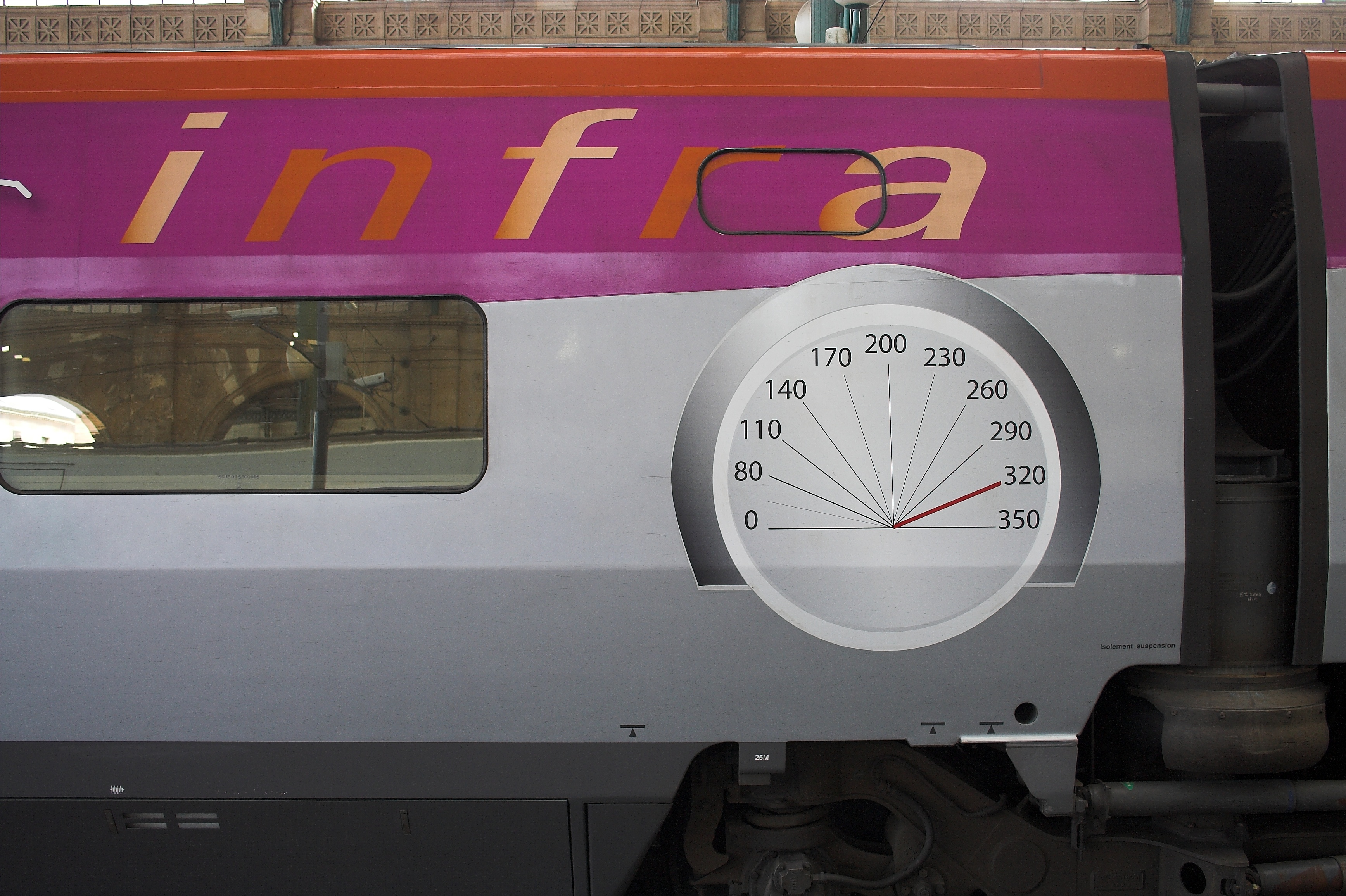
Autre détail.
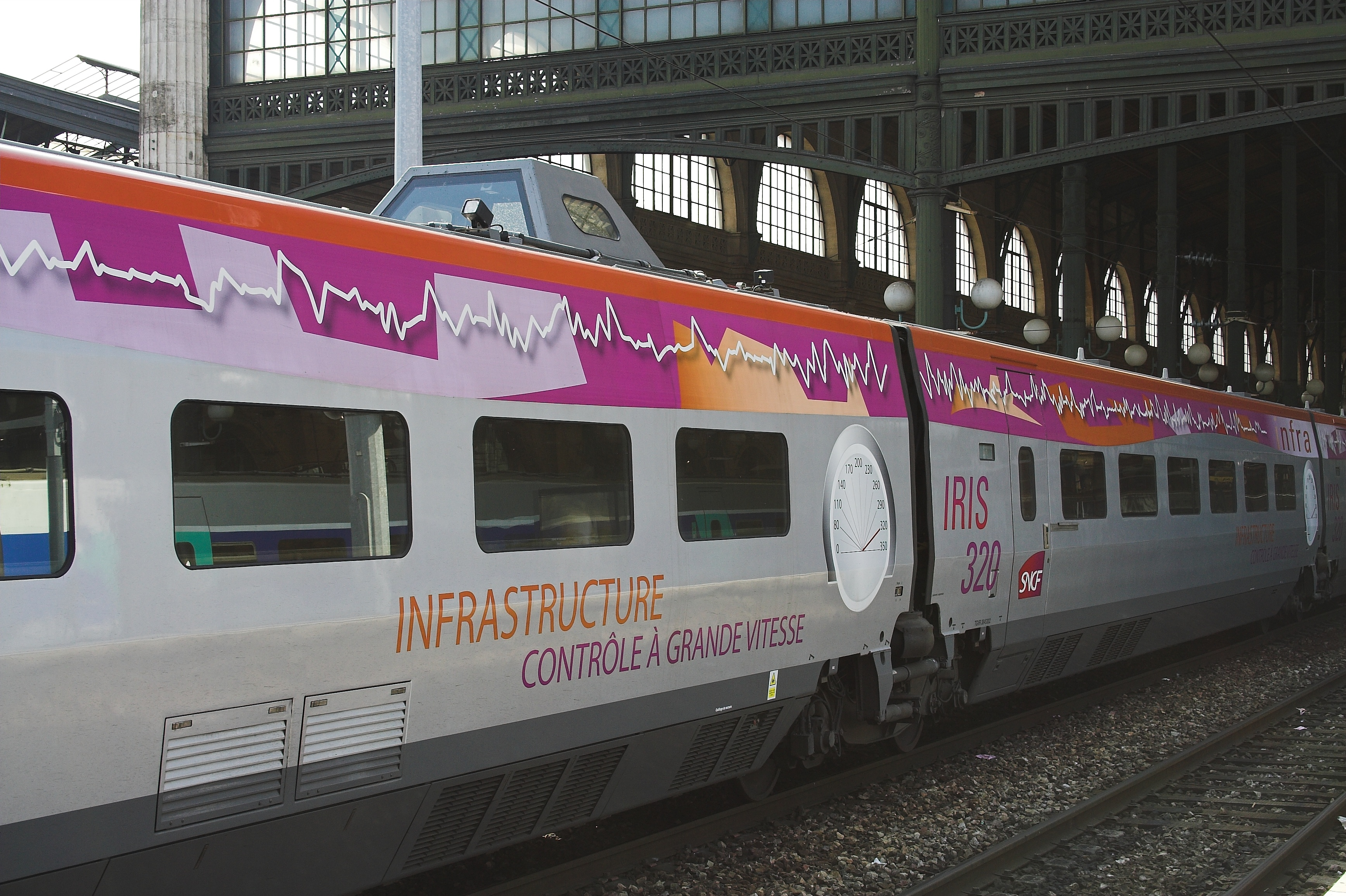
Vue sur la voiture extrême R1, avec vigie en toiture, et la R2.
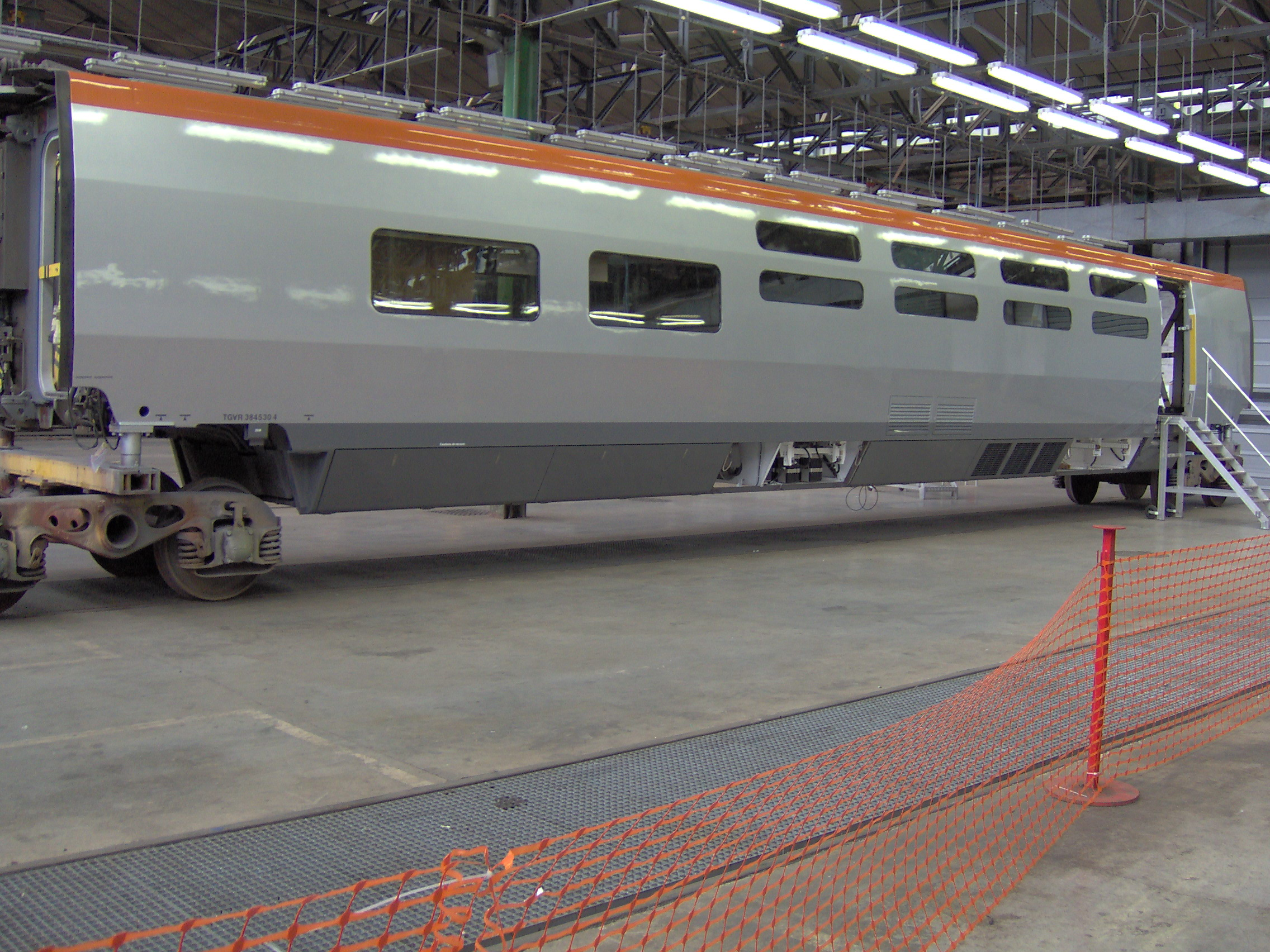
La rame a été transformée aux ateliers d'Hellemmes (Nord) (2005).

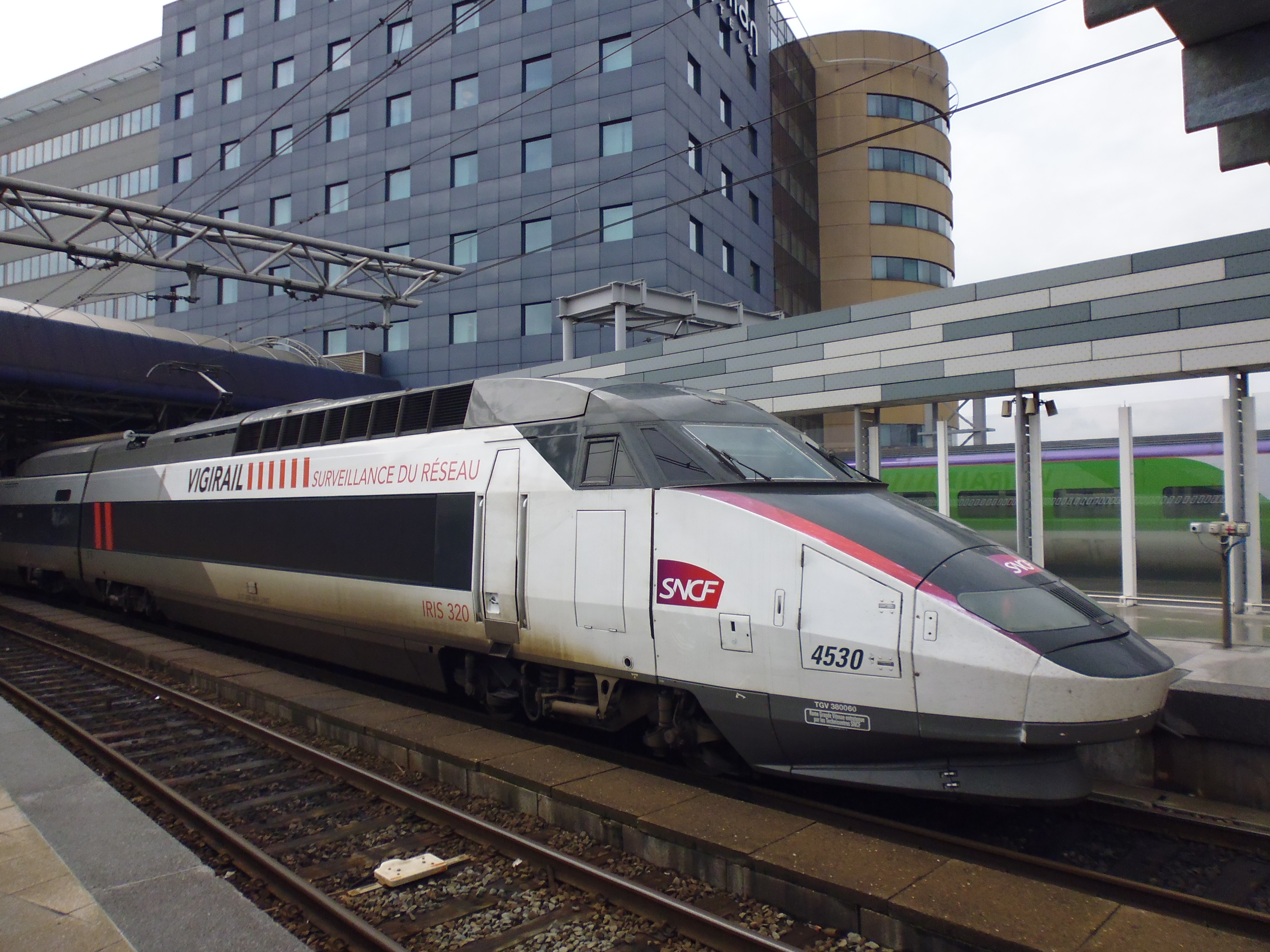
Iris 320 à Bruxelles-Midi.
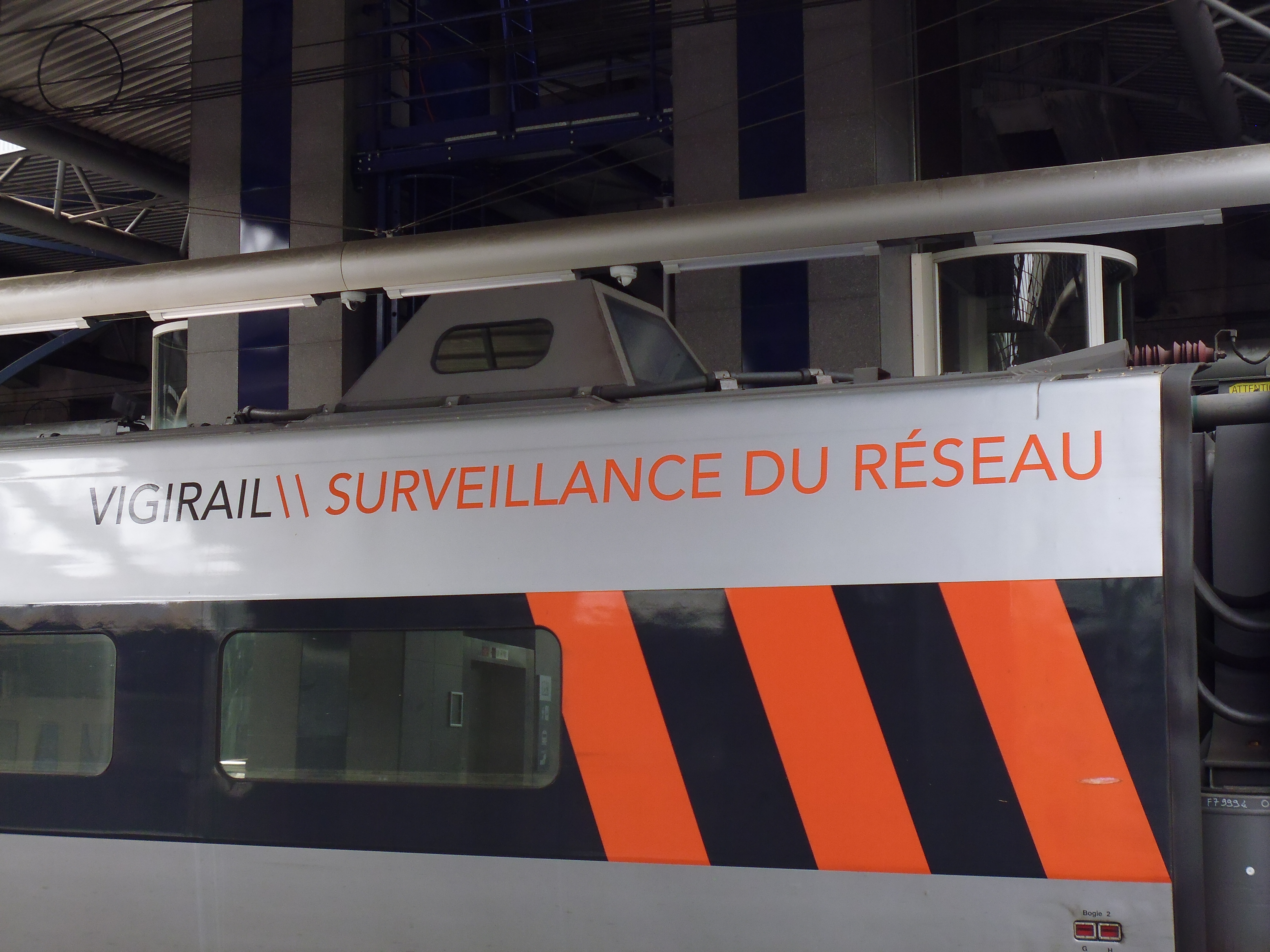
Détail de la vigie.
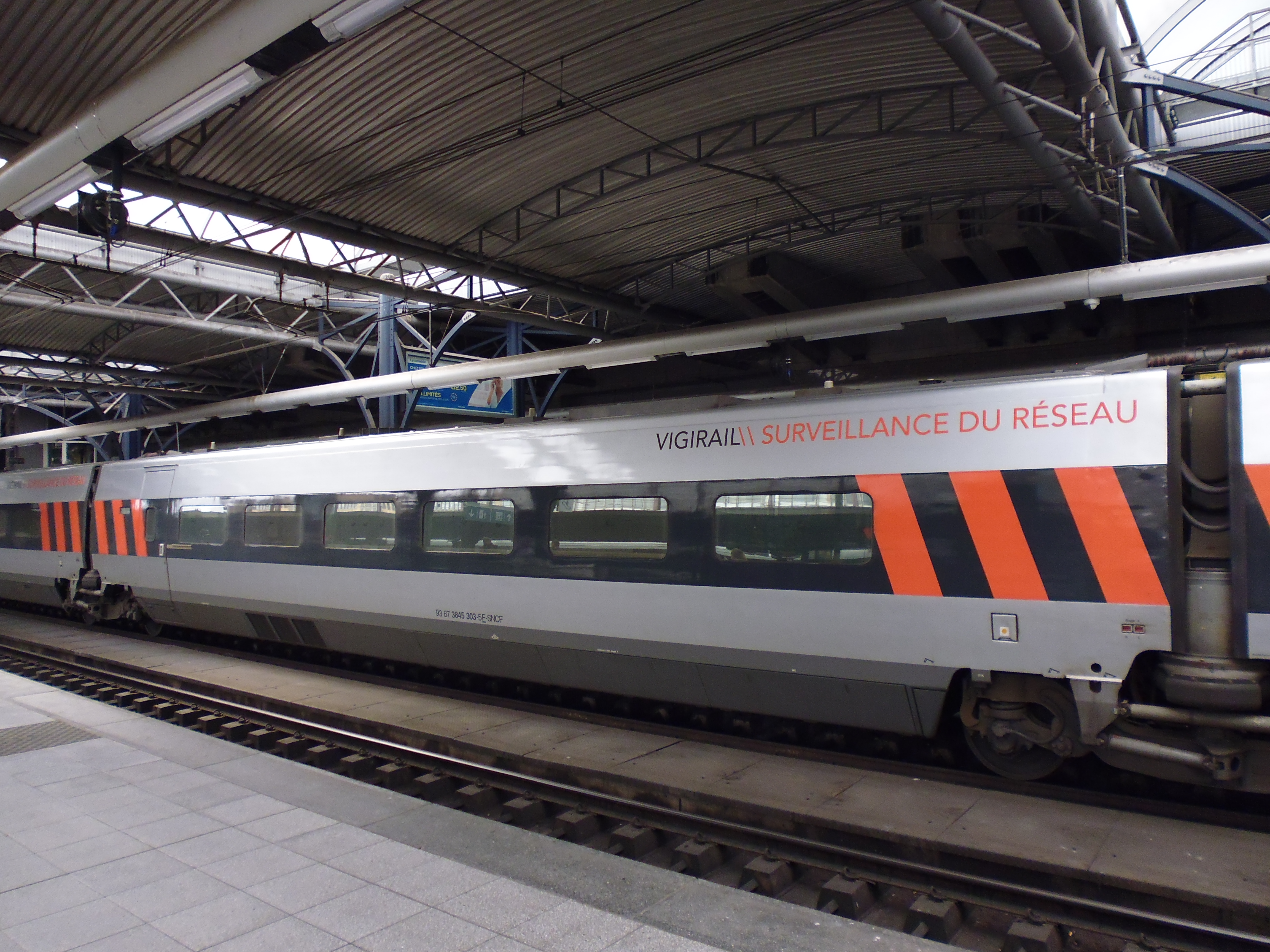
Remorque intermédiaire.
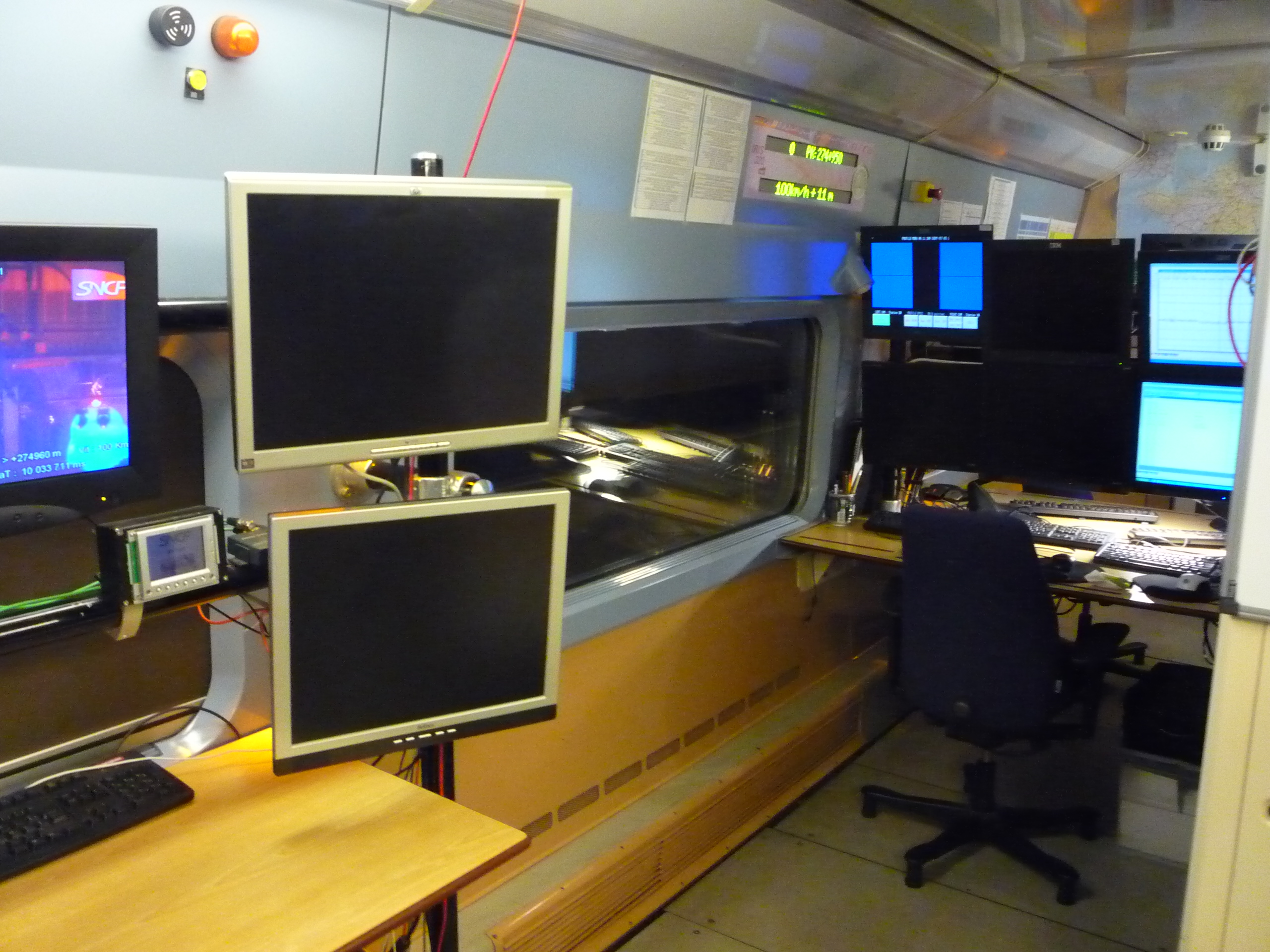
Intérieur (2011).
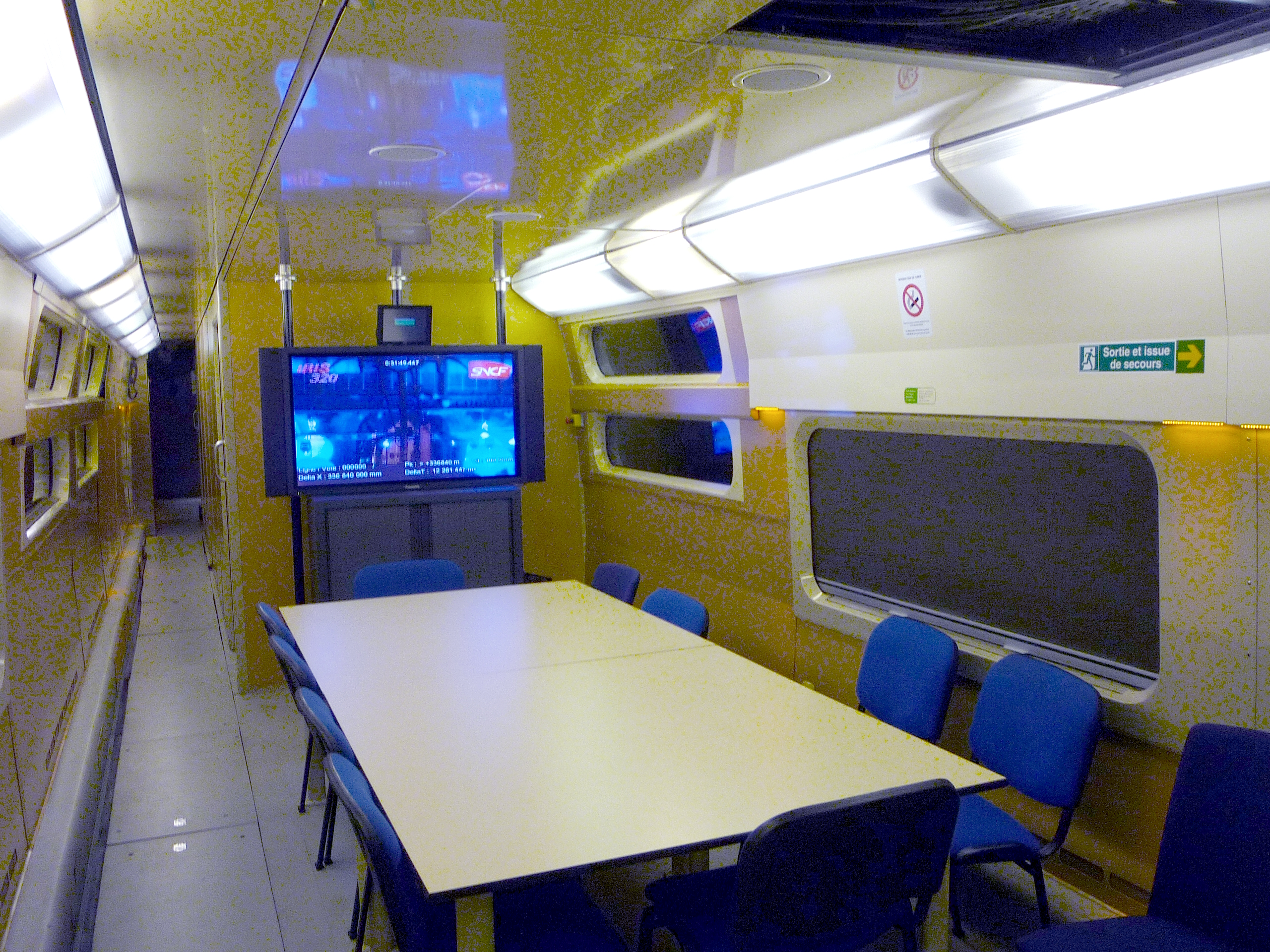
Ancienne voiture-bar.